# بيسينيتو
بيسينيتو؛ هي بلدية (بلدية) في مدينة تورينو الحضرية في المنطقة الإيطالية بيدمونت، وتقع حوالي 35 على بعد كم من شمال غرب تورين.
تقع بيسينتو على حدود البلديات التالية: دير لانزوي وسيريس والميزانيل ولانزو تورينيز وترافيس وجيرماغنانو.